# 910.
◄ | 9. stoljeće | 10. stoljeće | 11. stoljeće | ►
◄ | 880-ih | 890-ih | 900-ih | 910-ih | 920-ih | 930-ih | 940-ih | ►
◄◄ | ◄ | 907. | 908. | 909. | 910. | 911. | 912. | 913. | ► | ►►
Astronomija • Književnost • Kršćanstvo • Pravo • Promet

## Rođenja
- (oko 910.) – na vlast došao Kralj Tomislav – prvi Hrvatski vladar koji je ujedinio sve hrvatske krajeve: Primorsku banovinu, Posavsku banovinu i Hrvatsku.

## Vanjske poveznice
|  | Zajednički poslužitelj ima još gradiva o temi 910. |